# Mercedes-Benz V 297
Der Mercedes-Benz EQS (interne Bezeichnung: V 297) ist ein batterieelektrisch angetriebenes Oberklassefahrzeug der Mercedes-Benz Group. Die Abmessungen ähneln der aktuellen S-Klasse der Baureihe 223, der EQS wird aber der Submarke Mercedes-Benz EQ zugeordnet. Vorgestellt wurde das Fahrzeug am 15. April 2021, die Studie Mercedes-Benz Vision EQS war bereits 2019 im Rahmen der Internationalen Automobil-Ausstellung präsentiert worden. Eine Version von Mercedes-AMG folgte im September 2021. Eine überarbeitete Version des EQS wurde im April 2024 vorgestellt. Das Fahrzeug wird wie die S-Klasse in der Factory 56, Sindelfingen, hergestellt. Im indischen Chakan wird es seit September 2022 zudem aus importierten Bausätzen für den lokalen Markt endmontiert, um Einfuhrzölle zu sparen.
Der am 19. April 2022 vorgestellte EQS SUV nutzt die gleiche technische Basis.

## Design
Mit dem EQS führte Mercedes-Benz eine als „one-bow“ (dt. ein Bogen) bezeichnete Karosserieform ein, die sich durch einen weitgespannten Bogen und fließende Übergänge zwischen den einzelnen Komponenten von der klassischen Silhouette einer stufigen Limousine löst. Das Serienfahrzeug hat nicht die 24 Zoll großen Räder der Studie, sondern etwas kleinere zwischen 19 und 22 Zoll. Die Form des Bugs nennt Daimler „Black Panel“ und bietet unter anderem dort auf Wunsch das Mercedes-Benz-Muster mit Mercedes-Stern an. Das Serienmodell hat vorne auf Wunsch projektionsfähige Digital Light-Scheinwerfer. Die Heckleuchten haben im Inneren eine neuartige schraubenförmige Anordnung (3D-Helix-Design). Vorne und hinten werden die Leuchten über ein Leuchtenband verbunden. Seit der Modellpflege 2024 ist die Baureihe auch mit dem Mercedes-Stern als Motorhaubenfigur erhältlich.

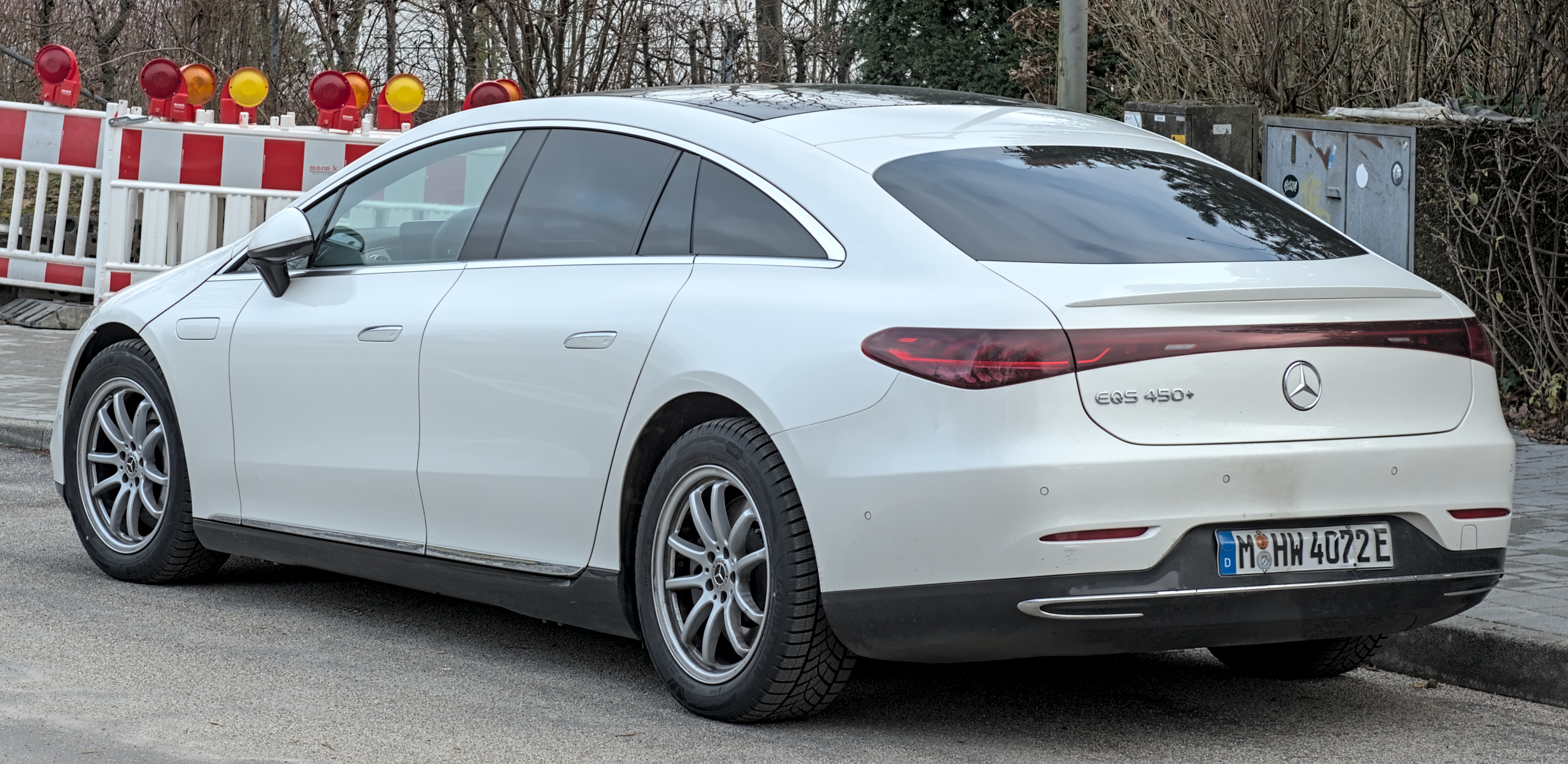
Heckansicht
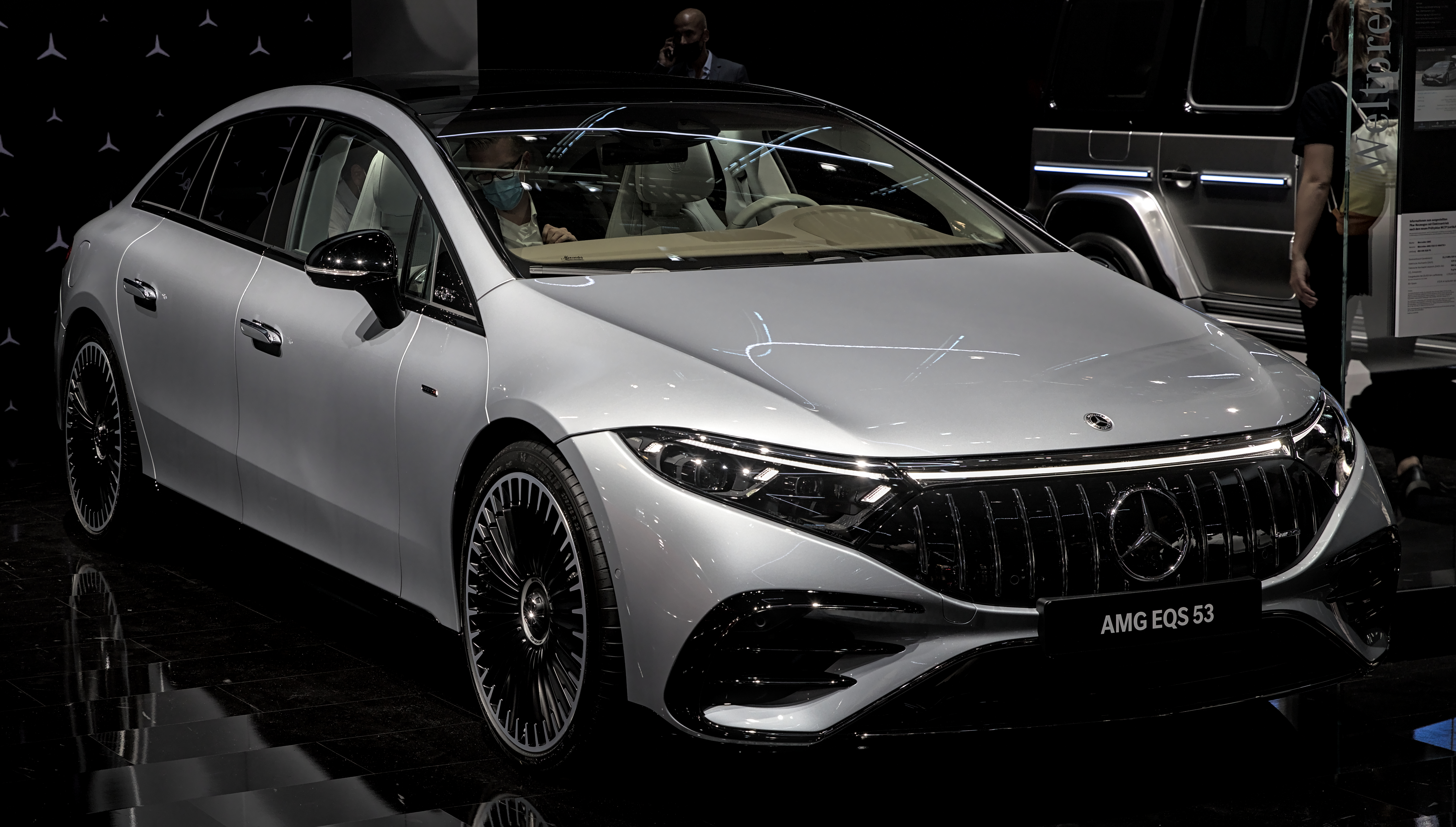
Mercedes-AMG EQS 53 (2021–2024)
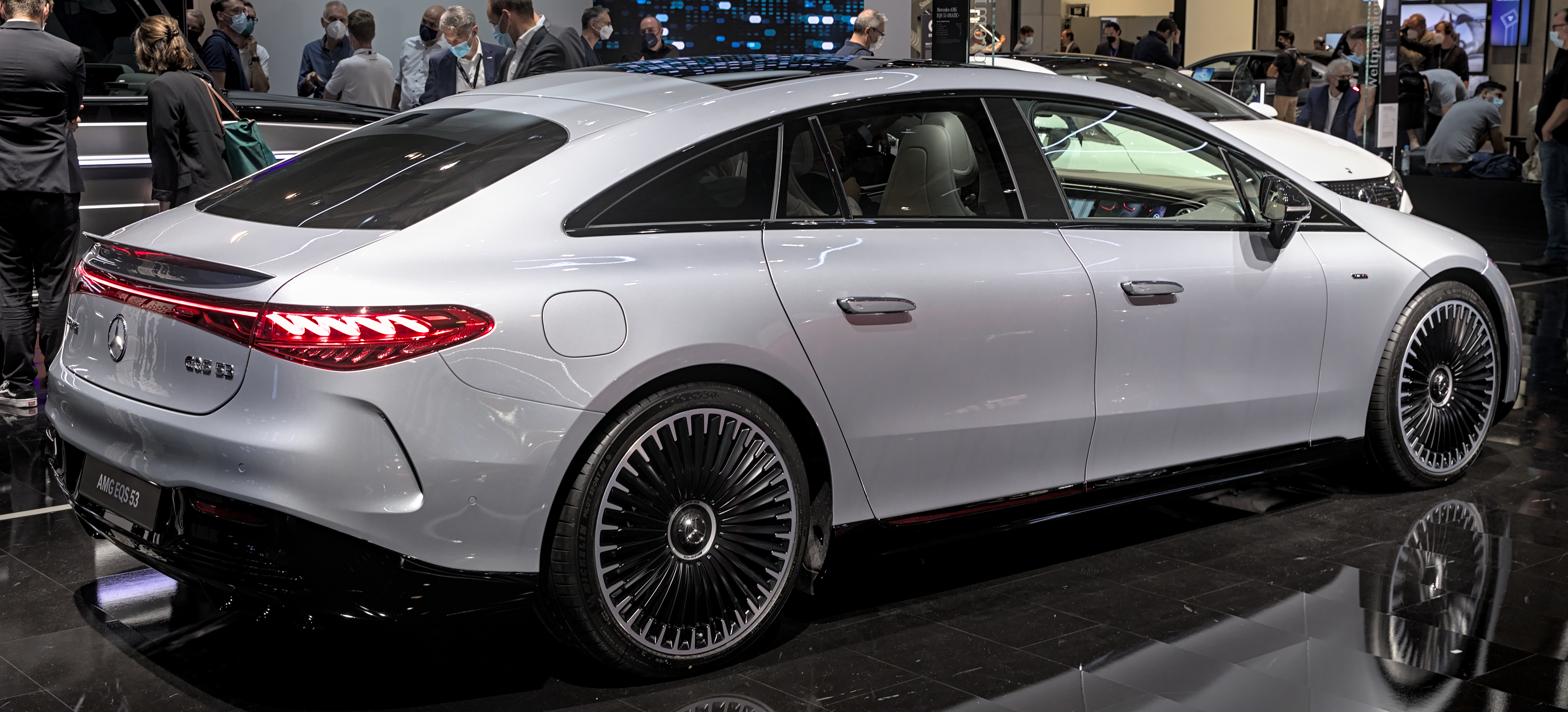
Heckansicht
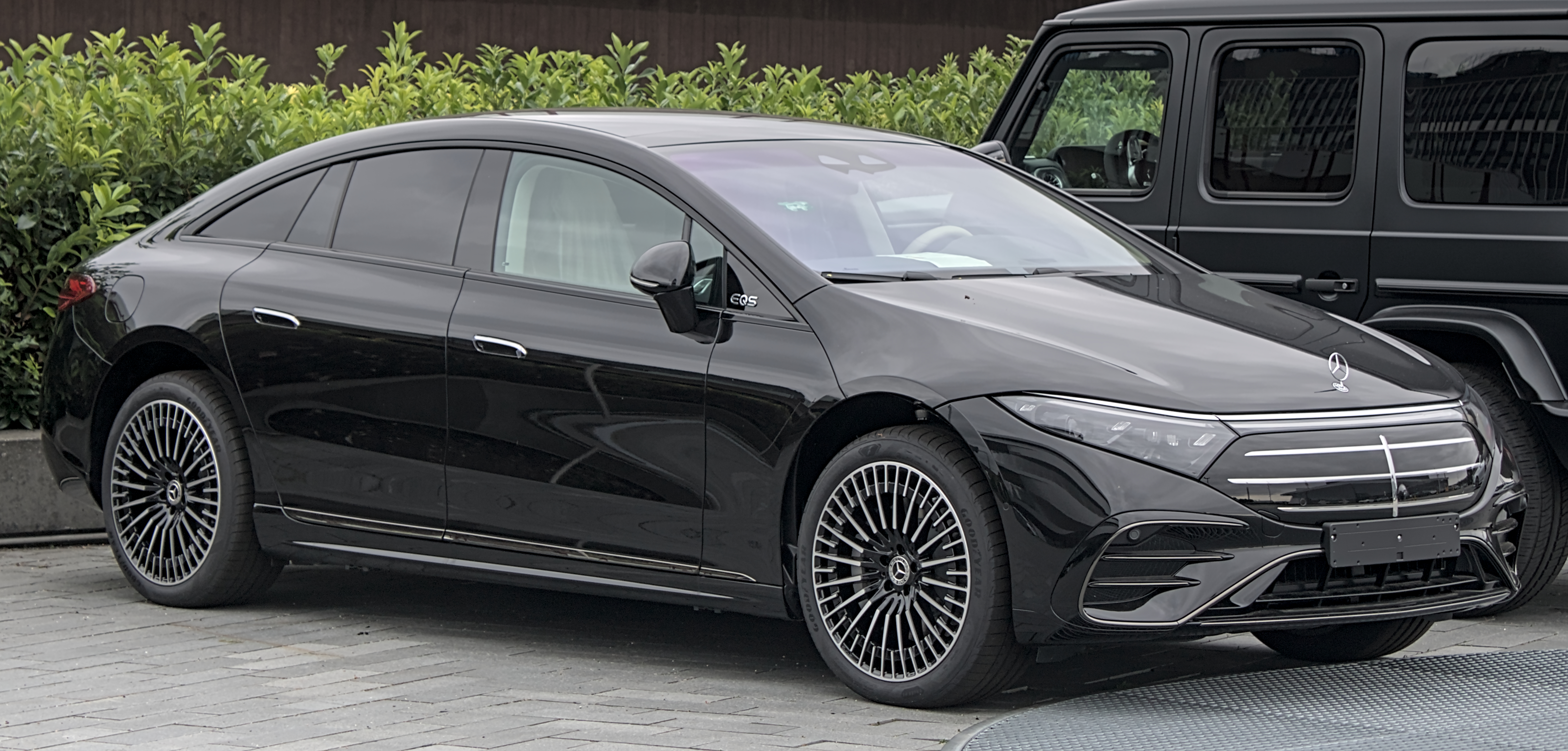
Mercedes-Benz EQS (seit 2024)
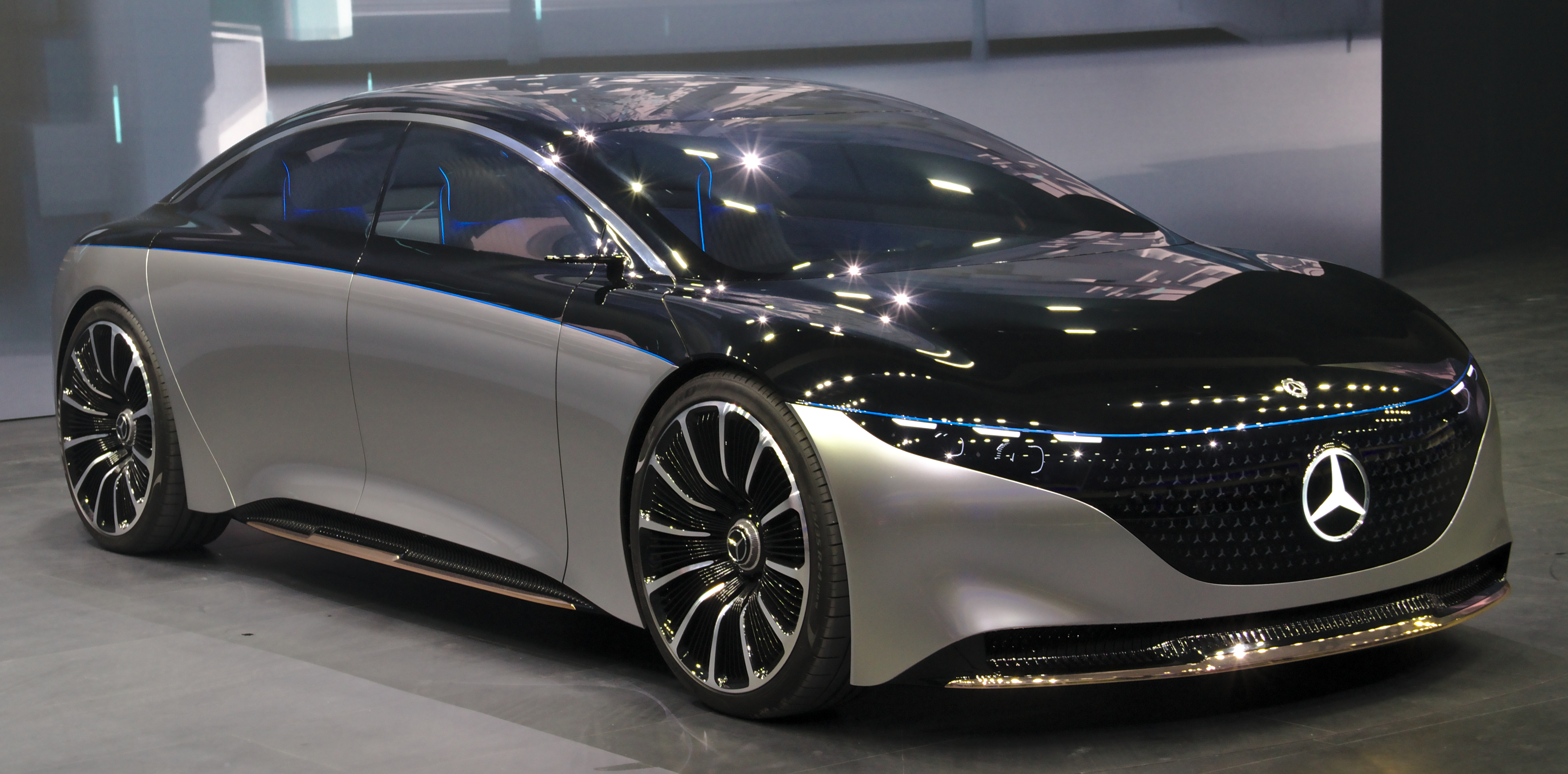
Konzept Vision EQS mit 5,30 m Länge,[8] IAA 2019

### Innenraum

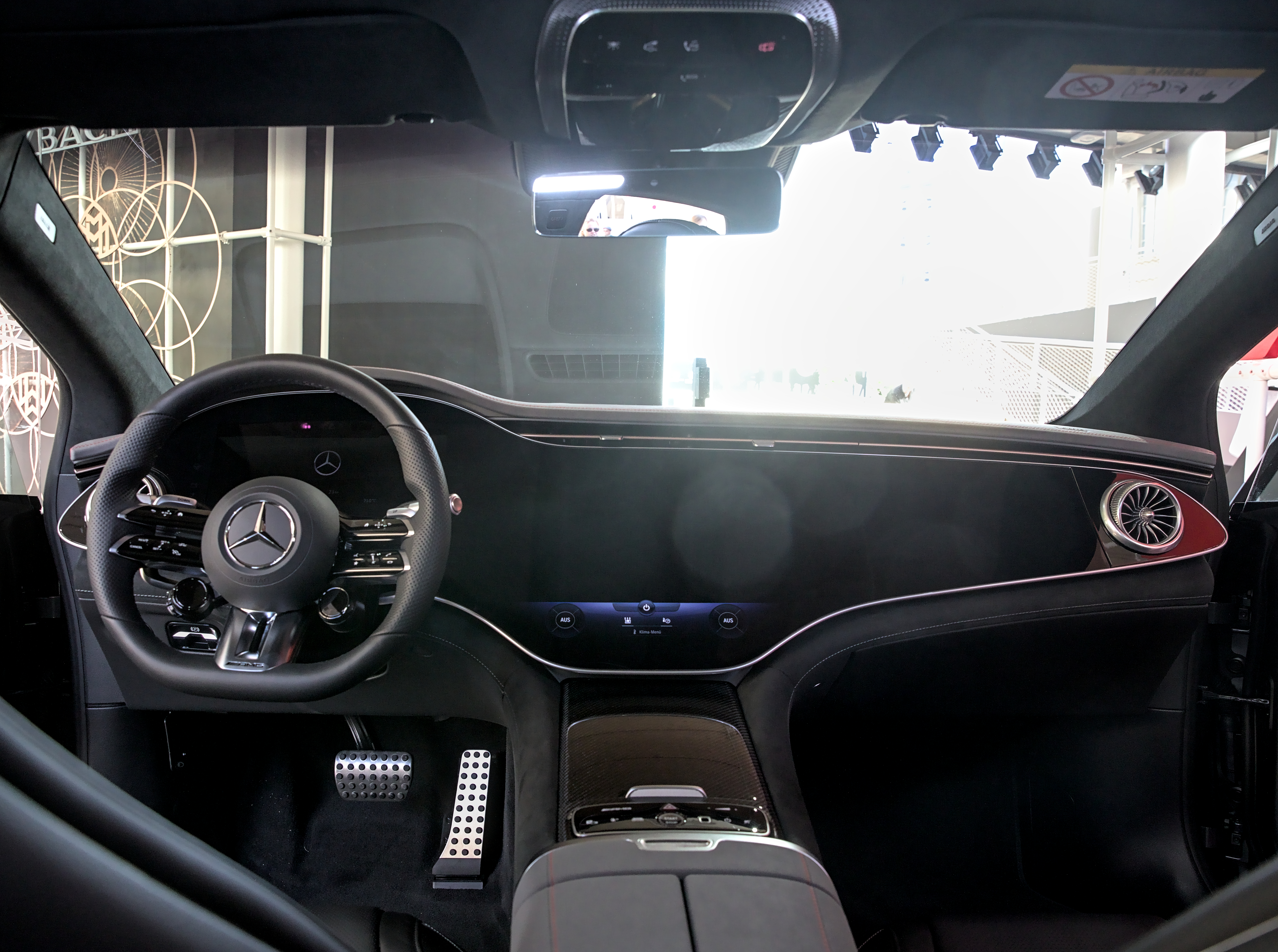
Innenraum

Bei der Innenraumgestaltung sollte das Fahrzeug einen neuen Weg beschreiten, da es sich um die erste reine Elektroplattform des Unternehmens handelt. Auffälligstes Element dieser neuen Richtung ist das Armaturenbrett mit optionalen Bildschirmen („MBUX Hyperscreen“). Es besteht aus einem sich über die ganze Fahrzeugbreite erstreckenden Deckglas, das die Form eines klassischen Armaturenbretts zitiert. Sogar die äußeren Luftdüsen treten aus der Glasoberfläche hervor.
Unter dem Deckglas sind drei Bildschirme platziert, der linke zeigt dem Fahrer die notwendigen Daten an, der große mittlere und der kleinere rechte vor dem Beifahrer haben eine Touchbedienung mit haptischem Feedback.
Die Bedienung des MBUX Hyperscreens soll durch einfache Menüs – alle Funktionen sind direkt aus der obersten Ebene erreichbar („Zero Layer“) – und „Magic Modules“ – das System zeigt kontextsensitiv oder aufgrund gelerntem Benutzerverhalten passende Menüeinträge direkt auf der obersten Ebene an – besonders einfach sein. Hinzu kommt die von anderen MBUX-Systemen bekannte Sprachsteuerung.
Ohne MBUX Hyperscreen ähnelt das Cockpit dem in der aktuellen S-Klasse W 223.
Da das Fahrzeug keinen Mitteltunnel hat, scheint die Mittelkonsole frei im Raum zu schweben und bietet unter den Bedienelementen zusätzliche Ablagen und USB-Ports.
Die Türverkleidungen zitieren Designelemente aktueller Innenarchitektur. So soll die Armauflage mit den Bedienschaltern für die Fensterheber ein freistehendes Sideboard darstellen.
Die aus anderen Baureihen bekannte Ambientebeleuchtung – ein umlaufendes Lichtband an Armaturenbrett und Türen – übernimmt im EQS optional zusätzliche Funktionen wie zum Beispiel die Warnung vor seitlich vorhandenen anderen Fahrzeugen (Totwinkelassistent) beim Fahrspurwechsel.

## Sicherheit
Im Herbst 2021 wurde der EQS vom Euro NCAP auf die Fahrzeugsicherheit getestet. Er erhielt fünf von fünf möglichen Sternen.

## Technik
Das Fahrzeug baut auf der Plattform „Modulare Elektro-Architektur“ (MEA) mit der internen Bezeichnung EVA II auf. In den Scheinwerfern findet die Digital-Light-Technik von Mercedes-Benz Anwendung, die durch Hologramm-Projektoren Symbole auf die Fahrbahn projizieren kann. Auf Wunsch sind elektrisch öffnende Türen erhältlich.

### Antrieb und Akkumulator
Der Antrieb des EQS ist elektrisch und besteht aus einem (nur Heck) oder zwei zwischen den Achsen angebrachten Elektromotoren von Valeo Siemens. Das Serienmodell EQS 450+ leistet 245 kW (333 PS), die Allradversion EQS 580 4MATIC 385 kW (523 PS). Die Reichweite wird mit bis zu 770 Kilometern nach WLTP angegeben. Die Höchstgeschwindigkeit ist auf 210 km/h begrenzt. Mit 107,8 kWh netto hatte der EQS den größten damals in einem Serien-Pkw verwendeten Akkumulator. Er kann in ca. 30 min wieder zu 80 % aufgeladen werden. Die Ladeleistung beträgt an entsprechenden Schnellladesäulen in der Spitze ca. 200 kW. Die im EQS verbauten Lithium-Ionen-Zellen entstammen einer strategischen Partnerschaft mit dem chinesischen Hersteller CATL. Es handelt sich um NCM-Zellen mit einem Nickel:Kobalt:Mangan-Verhältnis von 8:1:1. Auf die Batterie gewährt Mercedes-Benz eine Garantie von zehn Jahren oder 250.000 Kilometer Laufleistung. Die AMG-Versionen haben den gleichen Akkumulator, die maximale Leistung ist mit bis zu 560 kW (761 PS) jedoch höher. Das Basismodell EQS 350 hat einen Akku mit einem Energieinhalt von 90,6 kWh und eine maximale Leistung von 215 kW. Die in diesem Akku verbauten Zellen werden vom chinesischen Hersteller Farasis Energy produziert. Mit der Modellpflege 2024 stieg der Energieinhalt der großen Akkus auf 118 kWh an.

### Aerodynamik-Weltrekorde
Der EQS hielt zwischenzeitlich mit 0,20 unter allen straßenzugelassenen Serienfahrzeugen einen Weltrekord für den Luftwiderstandsbeiwert (cw).

#### Vorgeschichte
Das Tesla Model S seit 2012 oder der Prius IV und der Hyundai Ioniq seit 2016, die sehr strömungsgünstig gestaltet wurden, haben Luftwiderstandsbeiwerte von 0,24. Das Tesla Model 3 hielt seit 2017 mit 0,23 den neuen Weltrekord. Laut Daimler konnte bei der neuen A-Klasse Limousine der cw-Wert von 0,24 auf 0,22 gesenkt werden, so dass von 2018 bis 2021 unter allen Serienfahrzeugen die A-Klasse den Weltrekord hielt.

### Fahrwerk
Die Vorderachse ist eine Vierlenkerachse, die Hinterachse die bei Mercedes übliche Raumlenkerachse. Die Hinterachse kann beim EQS bis 4,5 Grad mitlenken. Unter 60 km/h werden die Hinterräder dabei gegenläufig zu den Vorderrädern eingeschlagen, wodurch der Wendekreis 11,9 m beträgt. Auf Wunsch kann der Lenkwinkel auf 10 Grad vergrößert werden, was den Wendekreis auf 10,9 m reduziert. Das kann auch nachträglich „Over the air“ freigeschaltet werden. Über 60 km/h lenken Vorder- und Hinterräder in die gleiche Richtung.
Durch die Luftfederung des Wagens kann die Karosserie bei hohen Geschwindigkeiten abgesenkt werden. Im Sport-Modus beträgt die Absenkung ab 120 km/h 20 mm.

### Automatisiertes Fahren
Wie auch die S-Klasse ist der EQS seit Mai 2022 mit dem sogenannten Drive Pilot lieferbar. Mit ihm kann nach Autonomiestufe 3 bei bis zu 60 km/h und guten Witterungsbedingungen auf 13.191 Kilometern der deutschen Autobahn gefahren werden. Bei einem Unfall würde demnach der Hersteller und nicht der Fahrer haften. Die Maximalgeschwindigkeit des Systems wurde Ende 2024 auf 95 km/h angehoben.

### Technische Daten
|                                                | EQS 350                                 | EQS 450+                                | EQS 450+                                | EQS 450+                                | EQS 450 4MATIC                          | EQS 450 4MATIC                          | EQS 500 4MATIC                          | EQS 500 4MATIC                          | EQS 580 4MATIC                          | EQS 580 4MATIC                          | EQS 580 4MATIC                          | AMG EQS 53 4MATIC+                      | AMG EQS 53 4MATIC+                      | AMG EQS 53 4MATIC+ Dynamic Plus         | AMG EQS 53 4MATIC+ Dynamic Plus         |
| Bauzeitraum                                    | 11/2021–05/2022                         | 08/2021–04/2023                         | 07/2023–04/2024                         | seit 04/2024                            | 05/2022–04/2024                         | seit 04/2024                            | 05/2022–04/2024                         | seit 04/2024                            | 08/2021–04/2023                         | 07/2023–04/2024                         | seit 04/2024                            | 12/2021–04/2024                         | 04/2024–04/2025                         | 12/2021–04/2024                         | 04/2024–04/2025                         |
| Motorkenndaten                                 |                                         |                                         |                                         |                                         |                                         |                                         |                                         |                                         |                                         |                                         |                                         |                                         |                                         |                                         |                                         |
| Motortyp                                       | Elektromotor hinten                     | Elektromotor hinten                     | Elektromotor hinten                     | Elektromotor hinten                     | Elektromotor vorne und hinten           | Elektromotor vorne und hinten           | Elektromotor vorne und hinten           | Elektromotor vorne und hinten           | Elektromotor vorne und hinten           | Elektromotor vorne und hinten           | Elektromotor vorne und hinten           | Elektromotor vorne und hinten           | Elektromotor vorne und hinten           | Elektromotor vorne und hinten           | Elektromotor vorne und hinten           |
| Motorbauart                                    | permanentmagneterregte Synchronmaschine | permanentmagneterregte Synchronmaschine | permanentmagneterregte Synchronmaschine | permanentmagneterregte Synchronmaschine | permanentmagneterregte Synchronmaschine | permanentmagneterregte Synchronmaschine | permanentmagneterregte Synchronmaschine | permanentmagneterregte Synchronmaschine | permanentmagneterregte Synchronmaschine | permanentmagneterregte Synchronmaschine | permanentmagneterregte Synchronmaschine | permanentmagneterregte Synchronmaschine | permanentmagneterregte Synchronmaschine | permanentmagneterregte Synchronmaschine | permanentmagneterregte Synchronmaschine |
| max. Leistung                                  | 215 kW (292 PS)                         | 245 kW (333 PS)                         | 265 kW (360 PS)                         | 265 kW (360 PS)                         | 265 kW (360 PS)                         | 265 kW (360 PS)                         | 330 kW (449 PS)                         | 330 kW (449 PS)                         | 385 kW (523 PS)                         | 400 kW (544 PS)                         | 400 kW (544 PS)                         | 484 kW (658 PS)                         | 484 kW (658 PS)                         | 560 kW (761 PS)                         | 560 kW (761 PS)                         |
| max. Drehmoment                                | 565 Nm                                  | 568 Nm                                  | 568 Nm                                  | 568 Nm                                  | 800 Nm                                  | 800 Nm                                  | 855 Nm                                  | 828 Nm                                  | 855 Nm                                  | 858 Nm                                  | 858 Nm                                  | 950 Nm                                  | 950 Nm                                  | 1020 Nm                                 | 1020 Nm                                 |
| Kraftübertragung                               |                                         |                                         |                                         |                                         |                                         |                                         |                                         |                                         |                                         |                                         |                                         |                                         |                                         |                                         |                                         |
| Antrieb                                        | Hinterradantrieb                        | Hinterradantrieb                        | Hinterradantrieb                        | Hinterradantrieb                        | Allradantrieb                           | Allradantrieb                           | Allradantrieb                           | Allradantrieb                           | Allradantrieb                           | Allradantrieb                           | Allradantrieb                           | Allradantrieb                           | Allradantrieb                           | Allradantrieb                           | Allradantrieb                           |
| Getriebe                                       | Festes Übersetzungsverhältnis           | Festes Übersetzungsverhältnis           | Festes Übersetzungsverhältnis           | Festes Übersetzungsverhältnis           | Festes Übersetzungsverhältnis           | Festes Übersetzungsverhältnis           | Festes Übersetzungsverhältnis           | Festes Übersetzungsverhältnis           | Festes Übersetzungsverhältnis           | Festes Übersetzungsverhältnis           | Festes Übersetzungsverhältnis           | Festes Übersetzungsverhältnis           | Festes Übersetzungsverhältnis           | Festes Übersetzungsverhältnis           | Festes Übersetzungsverhältnis           |
| Messwerte                                      |                                         |                                         |                                         |                                         |                                         |                                         |                                         |                                         |                                         |                                         |                                         |                                         |                                         |                                         |                                         |
| Leergewicht                                    | 2390 kg                                 | 2480 kg                                 | 2515 kg                                 | 2515 kg                                 | 2615 kg                                 | 2630 kg                                 | 2615 kg                                 | 2630 kg                                 | 2585 kg                                 | 2635 kg                                 | 2635 kg                                 | 2680 kg                                 | 2700 kg                                 | 2680 kg                                 | 2700 kg                                 |
| Max. Zuladung                                  | 520 kg                                  | 465 kg                                  | 430 kg                                  | 430 kg                                  | 445 kg                                  | 430 kg                                  | 445 kg                                  | 430 kg                                  | 475 kg                                  | 425 kg                                  | 425 kg                                  | 545 kg                                  | 525 kg                                  | 545 kg                                  | 525 kg                                  |
| Höchstgeschwindigkeit (1)                      | 210 km/h                                | 210 km/h                                | 210 km/h                                | 210 km/h                                | 210 km/h                                | 210 km/h                                | 210 km/h                                | 210 km/h                                | 210 km/h                                | 210 km/h                                | 210 km/h                                | 220 km/h                                | 220 km/h                                | 250 km/h                                | 250 km/h                                |
| Beschleunigung, 0–100 km/h                     | 6,6 s                                   | 6,2 s                                   | 6,1 s                                   | 6,2 s                                   | 5,6 s                                   | 5,7 s                                   | 4,8 s                                   | 4,9 s                                   | 4,3 s                                   | 4,3 s                                   | 4,4 s                                   | 3,8 s                                   | 3,8 s                                   | 3,4 s                                   | 3,4 s                                   |
| Energieverbrauch auf 100 km (WLTP, kombiniert) | 16,4–20,0 kWh                           | 15,7–19,8 kWh                           | 16,4–19,7 kWh                           | 16,4–19,9 kWh                           | 17,7–21,4 kWh                           | 17,0–20,9 kWh                           | 17,7–21,4 kWh                           | 17,0–20,9 kWh                           | 18,2–21,3 kWh (2)                       | 17,2–20,9 kWh                           | 17,0–20,9 kWh                           | 21,1–23,4 kWh                           | 20,9–24,3 kWh                           | 21,1–23,4 kWh                           | 20,9–24,3 kWh                           |
| Max. Ladeleistung (AC)                         | 11 kW                                   | 11 kW                                   | 11 kW                                   | 11 kW                                   | 11 kW                                   | 11 kW                                   | 11 kW                                   | 11 kW                                   | 11 kW                                   | 11 kW                                   | 11 kW                                   | 11 kW                                   | 11 kW                                   | 11 kW                                   | 11 kW                                   |
| Max. Ladeleistung (DC)                         | 170 kW                                  | 200 kW                                  | 200 kW                                  | 200 kW                                  | 200 kW                                  | 200 kW                                  | 200 kW                                  | 200 kW                                  | 200 kW                                  | 200 kW                                  | 200 kW                                  | 200 kW                                  | 200 kW                                  | 200 kW                                  | 200 kW                                  |
| Batterie-Typ                                   | Lithium-Ionen-Akkumulator               | Lithium-Ionen-Akkumulator               | Lithium-Ionen-Akkumulator               | Lithium-Ionen-Akkumulator               | Lithium-Ionen-Akkumulator               | Lithium-Ionen-Akkumulator               | Lithium-Ionen-Akkumulator               | Lithium-Ionen-Akkumulator               | Lithium-Ionen-Akkumulator               | Lithium-Ionen-Akkumulator               | Lithium-Ionen-Akkumulator               | Lithium-Ionen-Akkumulator               | Lithium-Ionen-Akkumulator               | Lithium-Ionen-Akkumulator               | Lithium-Ionen-Akkumulator               |
| Akkumulatorenergieinhalt                       | 91 kWh                                  | 108 kWh                                 | 108 kWh                                 | 118 kWh                                 | 108 kWh                                 | 118 kWh                                 | 108 kWh                                 | 118 kWh                                 | 108 kWh                                 | 108 kWh                                 | 118 kWh                                 | 108 kWh                                 | 118 kWh                                 | 108 kWh                                 | 118 kWh                                 |
| Reichweite nach WLTP                           | 529–638 km                              | 631–782 km                              | 635–753 km                              | 683–821 km                              | 578–695 km                              | 654–798 km                              | 578–695 km                              | 654–798 km                              | 582–679 km                              | 597–717 km                              | 654–798 km                              | 529–586 km                              | 532–626 km                              | 529–586 km                              | 532–626 km                              |

## Materialien
Das Fahrzeug soll überwiegend aus nachhaltigen Materialien bestehen. So soll das Holz heimischen Wäldern entstammen, beim Konzeptfahrzeug sind die Dekorstoffe aus Plastikmüll aus dem Meer gefertigt und die Mikrofaserstoffe aus recycelten PET-Flaschen. Im Armaturenbrett wurde Riegelwuchs-Ahornholz verwendet. Die Karosserie besteht aus einem Materialmix aus Stahl, Aluminium und kohlenstofffaserverstärktem Kunststoff. Beim Serienmodell wird für die Karosserie zu 80 Prozent Schrott verwendet. Die Batteriezellen sollen in einem CO₂-neutralen Prozess teilweise mit 100 % erneuerbarer Energie hergestellt werden. Die einzelnen Zellen werden von der Daimler-Tochter Deutsche Accumotive zu Akkumulatoren gefertigt.

## Finanzielle Aspekte, sonstiges
Zum Zeitpunkt der Vorstellung der Serienversion im April 2021 konnte der EQS ein Jahr lang kostenlos an Ionity-Schnellladepunkten aufgeladen werden und im Mercedes-Me-Charge-Programm entfiel drei Jahre lang die Grundgebühr.
Laut Mercedes-Benz-Chef Ola Källenius verdiente Mercedes-Benz aufgrund der höheren Produktionskosten von Elektrofahrzeugen pro verkauftem EQS weniger als an einem vergleichbaren Modell mit Verbrennungsmotor.

## Versuchsfahrzeuge

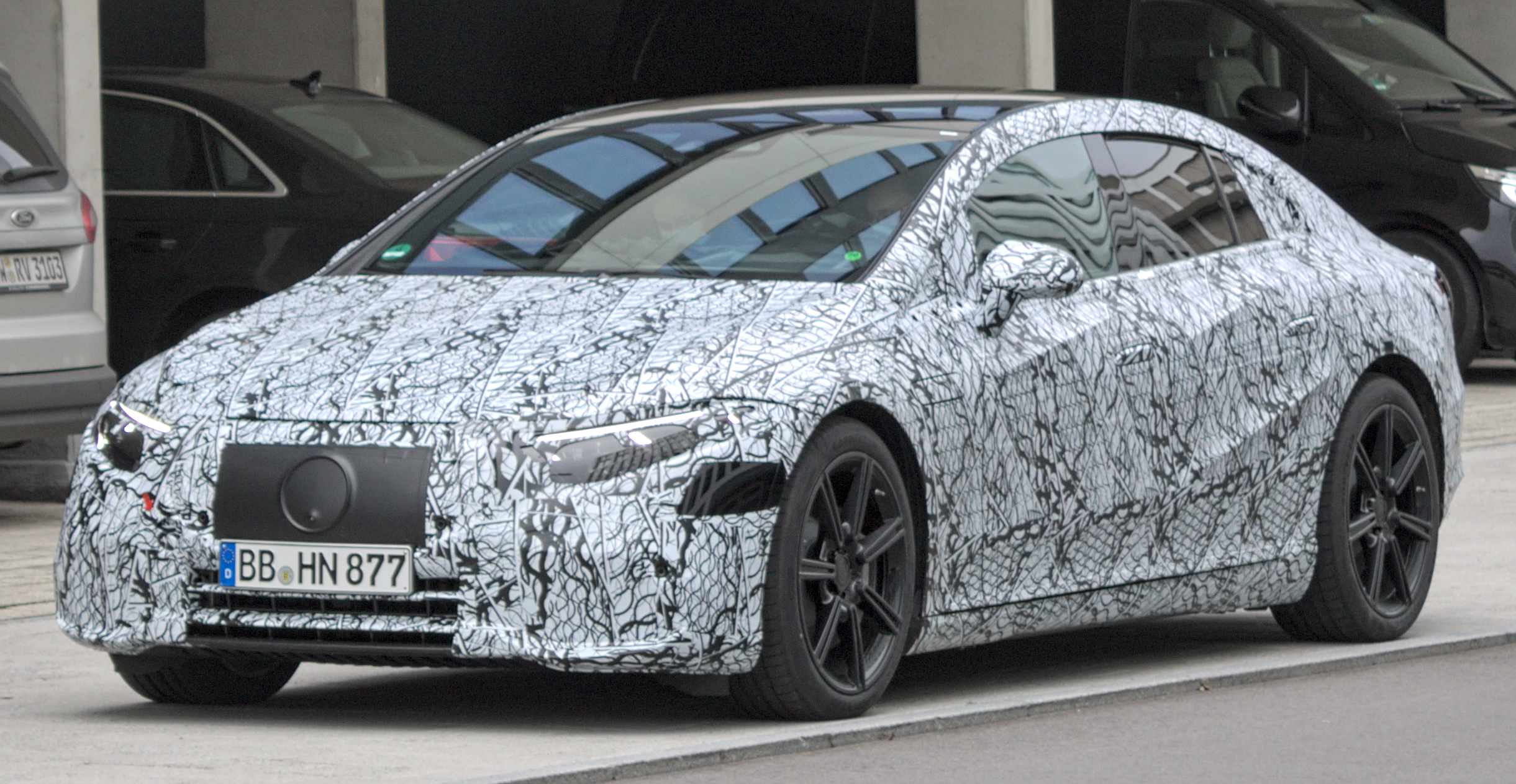
Erlkönig des EQS im November 2020 in Böblingen
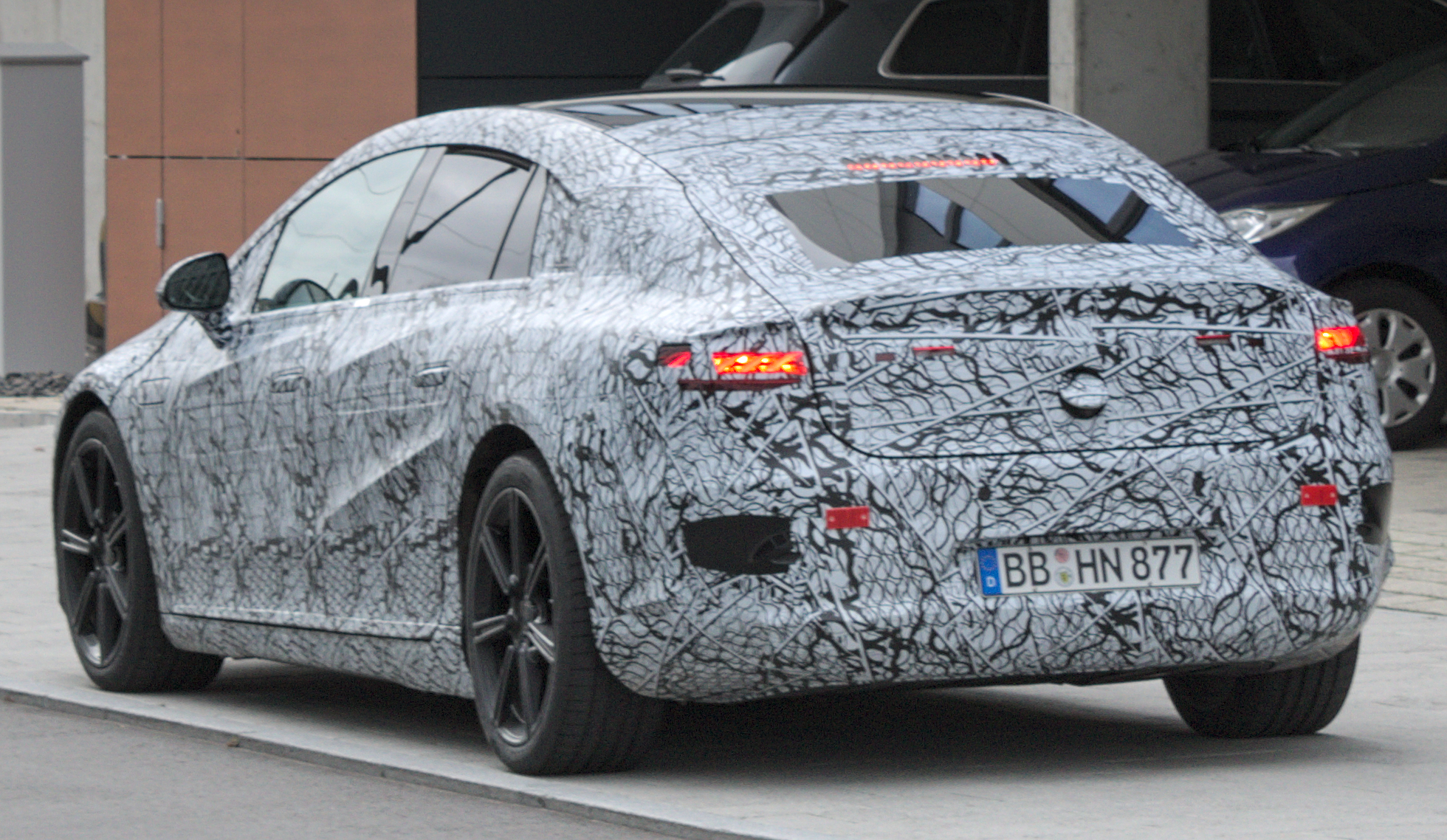
Heckansicht

## Zulassungszahlen
Im ersten Verkaufsjahr 2021 wurden in der Bundesrepublik Deutschland 554 EQS neu zugelassen. 2022 waren es 2717 Einheiten.
|  |

|  |

|  |

|  |

|  |

|  |

|  |

|  |

|  |

|  |

|  |

|  |

|  |

|  |

|  |

|  |

|  |

|  |

|  |

|  |

|  |

|  |

|  |

|  |

|  |

|  |

|  |

|  |

|  |

|  |

|  |

|  |

|  |

|  |

|  |

|  |

|  |

|  |

|  |

|  |

|  |

|  |

|  |

|  |

|  |

|  |

|  |

|  |

|  |

|  |

|  |

|  |

|  |

|  |

|  |

|  |

|  |

|  |

|  |

|  |

|  |

|  |

|  |

|  |

|  | Elektro (8.696) |

|  | Elektro (8.696) |

### Videos
- Der neue EQS : Aufbruch in eine neue Ära, Mercedes-Benz AG, 2021 auf YouTube